# Partido Revolucionário dos Trabalhadores (Portugal)
O Partido Revolucionário dos Trabalhadores (PRT) foi um partido português fundado em 1975.
Partido de orientação trotskista (próximo do argentino Nahuel Moreno e do SWP norte-americano) que defendia os princípios do marxismo revolucionário. Os seus objetivos eram organizar e controlar a classe operária para a conduzir à tomada do poder e à revolução socialista. Pretendia a abolição do capitalismo e a progressiva eliminação de classes.
Publicava o jornal "Combate Socialista".

## História
Durante a sua curta existência, concorreu a duas eleições, com fracos resultados eleitorais. Nas legislativas de 1976 concorreu em quatro círculos eleitorais (Coimbra, Lisboa, Porto e Setúbal) obtendo um total de 5 171 votos (0,09%). Nesse mesmo ano, concorreu para a Câmara Municipal de Lisboa obtendo 278 votos (0,01%). Em 1978 foi decidida a sua fusão com a Liga Comunista Internacionalista (LCI) formando o Partido Socialista Revolucionário (PSR), oficializado em 1979.
Pouco depois (aquando da cisão internacional entre a Fação Bolchevique de Moreno e o Secretariado Unificado da Quarta Internacional), grande parte dos elementos oriundos do PRT abandonaram o PSR, vindo mais tarde a criar a Liga Socialista dos Trabalhadores.

### Cronologia
- 31 de janeiro de 1975 - fundação do partido
- 25 de março de 1975 - inscrição do Supremo Tribunal de Justiça
- 2 de abril de 1979 - oficialização da fusão do PRT e da LCI no PSR

## Resultados eleitorais

### Eleições Legislativas
| Data | Líder | Cl.  | Votos | %             | +/- | Deputados | +/- | Status            |
| ---- | ----- | ---- | ----- | ------------- | --- | --------- | --- | ----------------- |
| 1976 |       | 14.º | 5 171 | 0,09 / 100,00 |     | 0 / 263   |     | Extra-parlamentar |

### Eleições Autárquicas
| Data | Cl.  | Votos | %             | +/- | Presidentes CM | +/- | Vereadores | +/- |
| ---- | ---- | ----- | ------------- | --- | -------------- | --- | ---------- | --- |
| 1976 | 10.º | 278   | 0,01 / 100,00 |     | 0 / 304        |     | 0 / 1 908  |     |

Fonte: Comissão Nacional de Eleições